# نوربرت ادر
نوربرت ادر (به آلمانی: Norbert Alban Eder) بازیکن فوتبال و مدافع اهل آلمان بود که از سال ۱۹۸۶ میلادی عضو تیم ملی فوتبال آلمان بود. وی در ۹ بازی ملی حضور داشت و آخرین بازی ملی خود را در سال ۱۹۸۶ میلادی انجام داد. نوربرت ادر در بازی‌های ملی‌اش گلی به ثمر نرساند.